# Sophistipop
Sophistipop kallas en musikgenre som uppstod i Storbritannien vid mitten av 1980-talet. 
Musiken karakteriseras som en mjuk, sofistikerad jazz- och soul-influerad popmusik, ofta med inslag av synthesizers. Framträdande artister i genren är bland andra Sade, The Style Council, Simply Red, Prefab Sprout, The Blow Monkeys, Swing Out Sister och tidiga verk av Everything but the Girl.